# メトン
アテナイのメトン（ギリシア語: Μέτων ὁ Ἀθηναῖος）は、紀元前5世紀のギリシャの数学者、天文学者、技術者である。19太陽年は235朔望月にほぼ等しいというメトン周期に名前が残されている。紀元前432年のアッティカ暦で、太陰太陽暦で閏月を入れる回数を求めるのにメトン周期は用いられた。
メトンはアテナイの生まれで、ギリシャで最初に正確な観測を行った天文学者の一人である。弟子のエウクテモンとともに紀元前432年の夏至の日を観測し、これがアテナイの新年の始まりとしたことが伝えられている。メトンの著作は現在に伝わっていない。
古代アテナイの喜劇作家アリストパネスの喜劇『鳥』（紀元前414年）に、幾何学者として登場させられている。